# Золін Олексій Сергійович
Олексі́й Сергі́йович Зо́лін (нар. 11 липня 1984, м. Житомир — 19 березня 2020, с. Новоолександрівка, Луганська область) — сержант, старший стрілець мотопіхотної роти мотопіхотного батальйону 30-ї окремої механізованої бригади імені князя Костянтина Острозького Збройних сил України, учасник російсько-української війни.

## Життєпис
Народився в родині військового, батько — підполковник запасу, учасник антитерористичної операції. Закінчив житомирську ЗОШ № 7, після чого — Технологічний коледж. Строкову службу відбув у 2002—2004 роках в 95-й Житомирській бригаді.
Мобілізований до ЗСУ 31 січня 2015 року, учасник антитерористичної операції на сході України та Операції об'єднаних сил. До 2017 року служив в 95-тій окремій Житомирській десантно-штурмовій бригаді. На початку 2018 року повернувся на службу до 95-ки, згодом перейшов до 30-ї ОМБ.
Загинув близько 19:30, під час бойового чергування, від кулі снайпера в голову. Залишились батьки, сестра та маленька донька.
Похований 22 березня в Житомирі на Смолянському військовому цвинтарі.

## Нагороди та відзнаки
- 5 серпня 2020 року указом Президента України №304/2020, — за особисту мужність i самовіддані дії, виявлені у захисті державного суверенітету та територіальної цілісності України, — нагороджений орденом «За мужність» III ступеня (посмертно)[3].